# Гаагские конвенции и декларации (1899 и 1907)
На первой и второй мирных конференциях в Гааге были приняты международные конвенции о законах и обычаях войны, заложившие основу комплекса норм международного гуманитарного права. Первая Гаагская конференция была созвана по инициативе Российской империи, вторая — по инициативе Соединённых Штатов Америки.
Местом проведения первой конференции Россия предложила Гаагу как родину «отца науки международного права» Гуго Гроция, опубликовавшего в 1625 г. свой фундаментальный трактат «О праве войны и мира».

## Предпосылки
В конце XIX столетия Европа переживала «Долгую депрессию» на фоне Второй промышленной революции и кризиса перепроизводства, затронувших и Россию. Недавно объединившаяся Германская империя, наращивавшая свою военную мощь, готовилась побороться за лидерство со старыми колониальными империями. Спасённая Россией от революции в 1849 году Австрия повернулась к спасителям спиной ещё во время Крымской войны 1853—1856 гг., а после освобождения Балкан от Турции (1877) Германия, Австро-Венгрия и Италия заключили антироссийский Тройственный союз в 1882 году. В ответ на это началось русско-французское сближение, оформившееся в союз в 1891—1893 гг.
После вступления на российский престол Николая II Германия попыталась заручиться союзом с Россией, однако сын Александра III сохранил курс отца, считая союз с Францией основой прочного мира в Европе, поскольку и Россия, и Франция противостояли Англии в вопросе влияния на Ближнем Востоке.
Началась гонка вооружений, на которую Россия тратила более четверти расходов бюджета. Необходимость остановить рост военных затрат была одной из причин, побудивших российскую дипломатию выступить с глобальной инициативой созыва «международной конференции мира». Эту идею министр иностранных дел граф М. Н. Муравьёв 12 августа 1898 г. изложил в ноте, направленной аккредитованным послам иностранных государств: «Охранение всеобщего мира и возможное сокращение тяготеющих над всеми народами чрезмерных вооружений являются, при настоящем положении вещей, целью, к которой должны бы стремиться усилия всех правительств. Положить предел непрерывным вооружениям и изыскать средства предупредить угрожающие всему миру несчастья — таков ныне высший долг для всех государств. Преисполненный этим чувством, Государь Император повелеть мне соизволил обратиться к правительствам государств, представители коих аккредитованы при Высочайшем Дворе, с предложением о созыве конференции в видах обсуждения этой важной задачи».
Западные государства восприняли идею мирной конференции с плохо скрываемой враждебностью. Германия, Англия и Франция боялись уступить друг другу приоритет, а также затронуть болезненные взаимные вопросы: об Эльзасе и Лотарингии, Турции, Китае. Германский император Вильгельм II был уверен, что «Россия уже дошла до предела», и денег у неё в казне нет. Однако Австро-Венгрия, Италия и другие страны, с трудом выдерживавшие гонку вооружений, поддержали идею России. Левая западная печать обрушилась на Россию с упрёками в популизме и в том, что она использует мирные инициативы для прикрытия агрессивной политики, о чём, в частности, написал известный социал-демократ и деятель Второго Интернационала Карл Каутский в статье «Демократическое и реакционное разоружение» в марксистском журнале Второго Интернационала «Die Neue Zeit».
Однако открытого выступления глав государств против российской инициативы не произошло, что дало российской дипломатии возможность конкретизировать предложения, обобщив их в официальном обращении министра иностранных дел от 30 декабря 1898 г., которым предлагалось внести в повестку дня форума следующие вопросы:
«1. Сохранение на известный срок настоящего состава сухопутных и морских вооруженных сил и бюджетов на военные надобности и предварительное изучение средств, при помощи которых могло бы в будущем осуществиться даже сокращение вооруженных сил и военных бюджетов.
2. Запрещение вводить в употребление в армиях и во флоте какое бы то ни было новое огнестрельное оружие и новые взрывчатые вещества, а также порох, более сильно действующий сравнительно с принятым в настоящее время как для ружейных, так и для орудийных снарядов.
3. Ограничение употребления в полевой войне разрушительных взрывчатых составов, уже существующих, а также запрещение пользоваться метательными снарядами с воздушных шаров или иным подобным способом.
4. Запрещение употреблять в морских войнах подводные миноносные лодки и иные орудия разрушения того же свойства, а также обязательство не строить в будущем военных судов с таранами.
5. Применение к морским войнам постановлений Женевской конвенции 1864 года на основании дополнительных к ней постановлений 1868 года.
6. Признание на таких же основаниях нейтральности судов и шлюпок, коим будет поручено спасание утопающих во время или после морских сражений.
7. Пересмотр декларации о законах и обычаях войны, выработанной в 1874 году на конференции в Брюсселе и до сего времени не ратификованной.
8. Принятие начала применения добрых услуг, посредничества и добровольного третейского разбирательства в подходящих случаях, с целью предотвращения вооруженных между государствами столкновений; соглашение о способах применения этих средств и установление однообразной практики в их употреблении».
В сообщении было подчёркнуто, что вопросы двусторонних отношений государств и договоров между ними на конференции рассматриваться не будут.

## Первая Гаагская конференция 1899 года
Предложение о проведении конференции в Гааге в память о Гуго Гроции приветствовало голландское правительство, разославшее от своего имени приглашения двадцати европейским и шести внеевропейским странам (США, Мексика, Китай, Япония, Персия, Сиам). Голландия в этот период декларировала курс на государственный нейтралитет, которому идея России соответствовала в полной мере. Датой начала форума в знак уважения к августейшему инициатору конференции императору Николаю II королева Нидерландов Вильгельмина выбрала день его рождения, 6 (18) мая, в этот день Николаю исполнялся 31 год. Накануне открытия конференции, 24 апреля 1899 г., российский император пожаловал 19-летнюю королеву Вильгельмину Большим крестом ордена Св. Екатерины — высшей женской наградой Российской империи.
«Мир был поражён, когда могущественный монарх, глава великой военной державы, объявил себя поборником разоружения и мира в своих посланиях от 12/24 августа и 30 декабря, — писал о конференции французский правовед Жан де Ла Праделль (de La Pradelle). — Удивление ещё возросло, когда благодаря русской настойчивости, конференция была подготовлена, возникла, открылась». Выступая на Вашингтонской конференции 9 ноября 1921 г., президент США Уоррен Гардинг заявил: «Предложение ограничить вооружения путем соглашения между державами не ново. При этом случае, быть может, уместно вспомнить благородные стремления, выраженные 23 года назад в Императорском рескрипте Его Величества Императора Всероссийского. С таким сознанием своего долга Его Величество Император Всероссийский предложил созыв конференции, которая должна была заняться этой важной проблемой».

### Ход форума
Конференция проходила в королевском Лесном дворце. После торжественного приветствия королевы делегаты 26 стран (после обретения Норвегией независимости от Швеции она стала 27-й) избрали своим председателем представителя России, посла в Великобритании барона Е. Е. Стааля.
Одним из первых предложений председателя было утвердить «равноправия», предоставив каждой делегации один голос (кроме Болгарии, лишенной этого права по настоянию Турции). Голоса получили Российская Империя, Османская империя, Германия, Австро-Венгрия, Италия, Франция, Испания, Великобритания, Нидерланды, Бельгия, Швейцария, Швеция, Дания, Сербия, Черногория, Греция, Португалия, Лихтенштейн, Люксембург, Япония, Китай, Сиам, Персия, США, Мексика. Перед началом форума российские дипломаты выяснили настроения делегаций и убедились, что ведущие игроки останавливать гонку вооружений не намерены. Поэтому барон Стааль предложил сконцентрироваться на поиске путей предупреждения напряжённости и межгосударственных столкновений, что было единогласно поддержано.
Мирная конференция прошла без конфронтации участников и завершилась принятием важнейших документов, которые впоследствии всеми главными подписантами были проигнорированы. Конференция завершилась 17 (29) июля.

### Принятые документы
Были приняты 3 конвенции:
- О мирном разрешении международных столкновений;
- О законах и обычаях сухопутной войны;
- О применении к морской войне начал Женевской конвенции 10 августа 1864 года.

А также 3 декларации:
- О запрещении на пятилетний срок метания снарядов и взрывчатых веществ с воздушных шаров или при помощи иных подобных новых способов;
- О неупотреблении снарядов, имеющих единственным назначением распространять удушающие или вредоносные газы;
- О неупотреблении пуль, легко разворачивающихся или сплющивающихся в человеческом теле[8].

Делегаты конференции также высказали шесть «пожеланий на будущее»: о пересмотре Женевских конвенций; о правах и обязанностях нейтральных государств; о соглашении между державами по поводу введения новых типов и калибров морского оружия и морских орудий; об ограничении сухопутных и морских военных сил и военного бюджета; о неприкосновенности частной собственности в морской войне; о бомбардировании портов, городов и селений морскими военными силами.

### Шаг к миру
Хотя цели ограничения вооружений конференция не достигла, она стала важным шагом в кодификации «права войны», международного гуманитарного права, использовании арбитража и посредничества, а по большому счёту, в процессе всеобщего сокращения вооружений и предотвращения военных конфликтов. Впервые в мировой практике был принят правовой документ о мирных средствах разрешения межгосударственных конфликтов, учреждён постоянный международный суд — Постоянная палата третейского суда. Участник конференции В. М. Гессен подчеркивал: «Смелая попытка человеческого духа приблизиться к осуществлению далекого идеала вечного мира, эта конференция останется навсегда в анналах истории одним из лучших, одним из вечных памятников XIX века». При этом, согласившись на учреждение суда, большинство глав государств не собирались им пользоваться. Вильгельм II заявлял, что он согласился на создание суда ради того, чтобы его российский брат не оскандалился, а вообще он «и впредь будет полагаться только на Бога и на свой острый меч».
Конференция подтолкнула активность пацифистских организаций в Западной Европе и США, в Москве возникло «Общество мира» с филиалами в Одессе, Риге, Новочеркасске, Петербурге, Киеве и других городах. Широкое хождение получили антивоенные брошюры, — например, «Можно ли воевать?» Л. Н. Толстого (Петербург, 1901 г.), «Патриотизм и войны» (Москва, 1906 г.) и т. д..

## Вторая Гаагская конференция 1907 года

### Предпосылки
Второй конференции предшествовала Русско-японская война, за которой последовала перегруппировка великих держав, стремившихся воспользоваться ослаблением России для расширения своих зон влияния за её счет: Германии — на Ближнем и Среднем Востоке, Австро-Венгрии — на Балканах, Англии — в Средней Азии, Японии и США — на Дальнем Востоке. Для подавления революции 1905 года царской дипломатии требовалась финансовая и морально-политическая поддержка других правительств.
Вскоре после заключения Портсмутского мира министр иностранных дел России граф В. Н. Ламсдорф через послов предложил правительствам 47 государств созвать очередную конференцию мира в Гааге. При этом он сослался на высказанное годом ранее аналогичное предложение президента США Т.Рузвельта.

### Ход форума
Мирная конференция проходила со 2 (15) июня по 5 (18) октября 1907 года. Конференция расширила свой глобальный статус: к числу её участников присоединилось 17 государств Латинской Америки. Всего прибыли представители 44 государств: Австро-Венгрия, Аргентина, Бельгия, Болгария, Боливия, Бразилия, Великобритания, Венесуэла, Гаити, Гватемала, Германия, Греция, Дания, Доминиканская Республика, Италия, Испания, Китай, Колумбия, Куба, Люксембург, Мексика, Нидерланды, Никарагуа, Норвегия, Османская империя, Панама, Парагвай, Персия, Перу, Португалия, Российская империя, Румыния, Сальвадор, Сербия, Сиам, США, Уругвай, Франция, Черногория, Чили, Швейцария, Швеция, Эквадор, Япония.
Председатель конференции — «Первый уполномоченный» российской делегации, российский посол в Париже, д.т.с. А. И. Нелидов.

### Принятые документы
В итоге работы Второй Гаагской конференции были пересмотрены три конвенции предыдущего форума и приняты десять новых по законам и обычаям войны, из которых восемь относились к международному морскому праву, до конференции почти не регламентированному.
Было принято 13 конвенций:
1. Конвенция o мирном решении международных столкновений. Принята в развитие конвенции, принятой на Первой конференции, и открыла фундаментальный для международного права процесс нормативного наполнения принципа мирного разрешения международных споров. Ограничивая государства в использовании права на войну, она оставалась в пределах реальности, не исключая войну из инструментария решения международных споров[3].
2. Конвенция об ограничении в применении силы при взыскании по договорным долговым обязательствам преследовала цель не допустить нападения на страны под предлогом истребования их внешней задолженности, как это произошло с Мексикой, к которой в 1861 г. страны-кредиторы применили военную силу, а Наполеон III попытался осуществить ее колониальный захват[3].
3. Конвенция об открытии военных действий была предпринята по настоянию России, подвергшейся в 1904 году внезапному нападению Японии. Конвенция обязывала государства делать предварительное и недвусмысленное предупреждение о начале военных действий, которое могло содержать объяснение причин или носить характер ультиматума[3].
4. Конвенция о законах и обычаях сухопутной войны утвердила такие важнейшие принципы, как разграничение комбатантов и некомбатантов, командной ответственности, зафиксировала право населения на вооруженное сопротивление (партизанскую войну), регламентировала права военнопленных. В конвенции были оговорены запреты на использование оружия и веществ, причиняющих излишние страдания, на уничтожение и захват собственности неприятеля без военной необходимости, на убийство военнопленных. Запрещалось объявлять, что никому не будет пощады, грабить и конфисковывать частное имущество, и напротив: принимать все возможные меры к защите и сохранению памятников культуры и медицинских учреждений. В ходе последовавших двух мировых войн эта Гаагская конвенция применялась не всегда и не в полной мере, однако во многих случаях помогла предотвратить излишнюю жестокость и жертвы. В развитие ее положений были приняты: Конвенция об обращении с военнопленными 1929 года и Женевская конвенция от 12 августа 1949 г.; Конвенция о защите культурных ценностей в случае вооруженного конфликта от 14 мая 1954 г.[3]
5. Конвенция о правах и обязанностях нейтральных держав и лиц в случае сухопутной войны запрещала проводить войска воюющих государств через территории нейтральных стран, создавать на этих территориях и использовать в интересах воюющих сторон военные сооружения. Нейтральные государства обязывались соблюдать равное отношение ко всем участникам конфликта, однако имели право отражать покушения на свой нейтралитет, даже с помощью вооруженных сил, что не квалифицировалось как враждебное действие[3].
6. Конвенция о положении неприятельских торговых судов при начале военных действий обеспечивала гарантии безопасности для таких судов и обязательство вернуть их владельцу без конфискации[3].
7. Конвенция об обращении торговых судов в суда военные устанавливала условия, при которых гражданское судно могло быть наделено правами и обязанностями военного. С помощью этой Конвенции до сих пор выявляются пиратские и другие незаконные военные суда, к которым применяется иной правовой режим[3].
8. Конвенция о постановке подводных, автоматически взрывающихся от соприкосновения мин принималась по настоянию Великобритании, которая хотела зафиксировать её действие на семь лет, но Россия и Германия от этого отказались[3].
9. Конвенция о бомбардировании морскими силами во время войны запрещала подвергать атаке незащищенные порты, города, селения, жилища и отдельные строения, однако разрешала бомбардировку военных укреплений, учреждений, складов оружия и прочих объектов, которые могли использоваться неприятелем для нужд армии и флота, и военных судов, находившиеся в порту[3].
10. Конвенция о применении к морской войне начал Женевской конвенции (впоследствии заменена Женевской конвенцией 1949 года) способствовала улучшению положения раненых в ходе военно-морских операций[3].
11. Конвенция о некоторых ограничениях в пользовании правом захвата в морской войне оговаривала неприкосновенность почтовой корреспонденции на море и рыболовецких судов, а также освобождение от плена экипажей неприятельских торговых судов[3].
12. Конвенция об учреждении Международной призовой палаты не вступила в силу, так как участникам конференции так и не удалось прийти к единству по этому вопросу.
13. Конвенция о правах и обязанностях нейтральных держав в случае морской войны имела особое значение для России, так как определяла положение военных судов воюющих держав в портах нейтральных держав. Горький опыт Русско-японской войны, когда русский флот оказался предоставленным самому себе на морских просторах, побуждал добиваться, чтобы военным кораблям разрешалась 24-часовая стоянка в нейтральных портах на базе действовавшего тогда английского правила. Переговоры о конвенции шли с трудом, однако удалось достичь общего согласия и даже оговорить ряд отступлений от суточного срока в сторону его увеличения — например, для погрузки угля и пополнения запасов воды и продовольствия[3].

Принята декларация:
- О запрещении метания снарядов и взрывчатых веществ с воздушных шаров.

## Третья Гаагская конференция
Третья Гаагская конференция была запланирована на 1915 год, но не состоялась в связи с Первой мировой войной. На ней планировалось разработать специальный регламент для морской войны и применение к морской войне принципов, применяемых к сухопутной.

## Значение

### Лига Наций и ООН
Опыт Гаагских конференций послужил основой мирного урегулирования по итогам Первой мировой войны, создания Версальско-Вашингтонской системы международных отношений и первого объединения народов — Лиги Наций, под эгидой которой в 1920 г. была учреждена и действовала в Гааге до начала Второй мировой войны Постоянная палата международного правосудия, которую в 1946 г. сменил Международный суд ООН.
Положение Гаагских конвенций о необходимости мирного, основанного на принципах справедливости разрешения международных споров было внесено в Устав ООН в качестве одной из главных целей этой структуры.

### Межвоенные договорённости
В 1922 г. Германия прорвала свою международную изоляцию договором с Советской Россией в Рапалло, а в 1926 г. был заключен Берлинский договор о ненападении и нейтралитете между Советским Союзом и Веймарской республикой, что ненадолго улучшило дипломатический климат в Европе.
Миротворческий «дух Гааги» повлиял на договоренности в Локарно в 1925 г. и затем создание пакта Бриана — Келлога в 1928 г., открывшего дорогу к созданию системы коллективной безопасности в Европе. Рейнский пакт как арбитражное соглашение Германии, Франции и Бельгии гарантировал послевоенные границы в Западной Европе и открыл Германии путь в Лигу Наций, за что его «отцы» пакта — председатель правительства и министр иностранных дел Франции Аристид Бриан и министр иностранных дел германской Веймарской республики Густав Штреземан получили Нобелевскую премию мира в 1926 г. Государственный секретарь США Фрэнк Келлог за продвижение идеи Бриана об отказе от войны как орудия национальной политики на многосторонний уровень получил Нобелевскую премию мира за 1929 г.
Советский Союз ратифицировал пакт Бриана — Келлога 29 августа 1928 г., через два дня после его подписания, и выступил инициатором Московского протокола 1929 года о досрочном введении в силу обязательств по пакту. Коллегия Народного комиссариата иностранных дел СССР 23 августа 1928 г. напутствовала делегацию на переговоры по пакту словами: «Заинтересованные в продолжении передышки, мы не должны пренебречь и самой ничтожной гарантией против войны».
Своеобразным «продолжением Гааги» являются и важнейшие послевоенные дипломатические документы: определения Нюрнбергского трибунала преступлений против мира и Устав ООН, обязывающий государства искать разрешения споров мирным путем.